# Germanes
Germanes es una TV movie emitida por TV3 en 2012. Está basada en la obra de teatro del mismo nombre escrita y dirigida por Carol López. La película está protagonizada por Nora Navas, Aina Clotet, Maria Lanau, Marcel Borràs, Amparo Fernández y Paul Berrondo.

## Argumento
Basada en una obra de teatro. Inés (Maria Lanau), Irene (Nora Navas) y Ivonne (Aina Clotet) son tres hermanas que se reúnen en la casa de su infancia con su madre (Amparo Fernández) después de la muerte de su padre. Después de unos meses se vuelven a reunir en la misma casa con otra noticia que pondrá a prueba a la familia.

## Elenco
| - Paul Berrondo - Àlex - Marcel Borràs - Igor - Aina Clotet - Ivonne - Amparo Fernández - Isabel | - Carles Flavià - Cura - Andrés Herrera - Eduard Escolar - Maria Lanau - Inés - Nora Navas - Irene |

## Palmarés
5.ª edición Premis Gaudí
| Categoría                      | Resultado |
| ------------------------------ | --------- |
| Mejor película para televisión | Nominada  |